# Rynárec
Rynárec (deutsch Rinaretz) ist eine Gemeinde in Tschechien. Sie liegt fünf Kilometer südlich von Pelhřimov und gehört zum Okres Pelhřimov.

## Geographie
Rynárec befindet sich in der Böhmisch-Mährischen Höhe im Tal der Bělá oberhalb der Einmündung des Vlásenický und Nemojovský potok. Östlich erhebt sich der Hůrka (580 m) und im Westen der Bečkův vrch (573 m).
Nachbarorte sind Pelhřimov und Skrýšov im Norden, Pavlov und Nemojov im Nordosten, Radňov im Osten, Zajíčkov im Südosten, Rovná, Houserovka und Vratišov im Süden, Čelistná und Libkova Voda im Südwesten, Ondřejov im Westen sowie Vokov im Nordwesten.

## Geschichte
Die erste Erwähnung von Rynarcz erfolgte 1203 in der Rynárecer Urkunde anlässlich der am 13. Juni erfolgten Weihe der Kirche St. Laurentius durch Bischof Daniel Milík. Seit 1358 ist Rynárec als Sitz des gleichnamigen Vladikengeschlechts nachweisbar. Die von Rynárec waren Gefolgsleute der von Neuhaus und hielten die Güter bis ins 16. Jahrhundert. Am 14. August 1565 erwarb im Zuge einer Teilung Karel Říčanský von Říčany einer kleineren Teil der Güter in Rynárec aus dem Besitz des Prokop von Rynárec. 1587 kaufte Kryštof Leskovský auf Rychnov den anderen Anteil.
Nach der Ablösung der Patrimonialherrschaften bildete Rynárec ab 1850 eine Gemeinde. 1964 kam Vokov als Ortsteil hinzu und 1976 folgten die Eingemeindungen von Zajíčkov, Rovná, Mezná und Vratišov. Am 1. Januar 1980 wurde Rynárec an Pelhřimov angeschlossen. Seit 1990 besteht die Gemeinde Rynárec wieder.

## Gemeindegliederung
Für die Gemeinde Rynárec sind keine Ortsteile ausgewiesen.

## Kultur
1904 gründete der Lehrer Jan Bělohlav eine Laienspieltruppe in Rynárec. Nachdem das Theaterspiel durch den Ersten Weltkrieg zum Erliegen gekommen war, entstand das Laienspieltheater 1921 neu. Die Tradition wird seit 1988 durch das Ochotnické divadlo Rynárec fortgesetzt.
Weiterhin besteht der Reitsportklub Cavalier Rynárec, der auf nationaler Ebene einige Erfolge erzielten konnte. Im Jahre 2000 gelang ein erster Platz bei den Nationalen Meisterschaften in Opava, ebenso bei der Amazonka 2000 in Kolín.

## Sehenswürdigkeiten
- Kirche St. Laurentius, geweiht 1203
- barockes Pfarrhaus
- mehrere Schrotholzbauten, z. T. aus dem 18. Jahrhundert